# Earth vs. the Flying Saucers
Earth vs. the Flying Saucers és una pel·lícula estatunidenca un dirigida per Fred F. Sears, estrenada el 1956.

## Argument
Durant els anys 50 les aparicions d'objectes voladors no identificats es multipliquen per tot el món. Un dia, mentre circulen amb cotxe per anar a la base on treballen en un projecte de llançament de coets d'observació, el doctor Russel A. Marvin i la seva jove esposa Carol són sobrevolats per un plat volador que acaba desapareixent. El doctor llavors enfeinat en registrar sobre banda magnètica les informacions referides al projecte en el qual treballa, s'adona que ha deixat l'aparell en marxa, i que ha registrat un soroll provinent del plat volador.
De tornada a la base, intenten en va donar part als seus superiors militars de l'autenticitat de la seva observació, sense èxit. Tanmateix un artefacte espacial és assenyalat pels radars i arriba a la base que acaba destruint completament. Els protagonistes de la història s'adonen més tard que el so registrat pel doctor Marvin era de fet un missatge fixant una cita per a una trobada entre humans i alienígenes.

## Repartiment
- Hugh Marlowe: el doctor Russell A. Marvin
- Joan Taylor: Carol Marvin
- Donald Curtis: el major Huglin
- Morris Ankrum: el general John Hanley
- John Zaremba: el professor Kanter
- Thomas Browne Henry: el vicealmirall Enright
- Grandon Rhodes: el general Edmunds
- Larry J. Blake: el policia de la moto
- Frank Wilcox: Alfred Cassidy

## Al voltant de la pel·lícula
- El rodatge va tenir lloc a Los Angeles i a Washington.
- Tim Burton es va inspirar en aquest film (entre d'altres) i del treball de Ray Harryhausen per diriir la sev cinta Mars Attacks!.

## Crítica
Pel·lícula de ciència-ficció elemental, típica dels anys cinquanta, amb tot l'encant i aparent ingenuïtat de les baratures imaginativament resoltes. Aquí els extraterrestres, abans de ser reduïts de la manera més absurda, destrueixen - amb l'ajuda del mag Harryhausen - la ciutat de Washington.

## Premis i nominacions

### Premis
- 1957. Premi al millor muntatge d'àudio, per la Motion Picture Sound Editors